# Liste der Stolpersteine in Essen – Bezirk III
Die Liste der Stolpersteine in Essen enthält alle Stolpersteine, die im Rahmen des gleichnamigen Projekts von Gunter Demnig in Essen verlegt wurden. Mit ihnen soll an Opfer des Nationalsozialismus erinnert werden, die in Essen lebten und wirkten.

## Altendorf
| Adresse                                       | Verlegedatum  | Inschrift/Name | Bild | Anmerkung |
| --------------------------------------------- | ------------- | --- | ---- | --- |
| Berthold-Beitz-Boulevard / Pferdebahnstraße · | 8. Dez. 2018  | HIER WOHNTE MATHILDE BRAUN JG. 1916 ZWANGSSTERILISIERT 1936 SEIT 1938 IN MEHREREN HEILANSTALTEN 'VERLEGT' 7.3.1941 BERNBURG ERMORDET 7.3.1941 'AKTION T4'             |      | Mathilde Braun (* 22. Juni 1916) wohnte zuletzt in der Amalienstraße 25, die in den 1970er Jahren zurückgebaut und aufgehoben wurde. Die Straße verlief zwischen der Helenenstraße und der Pferdebahnstraße an der östlichen Grenze der ehemaligen Zeche Vereinigte Helene & Amalie. Aufgrund allgemeiner Lebensmittelknappheit während des Ersten Weltkriegs wurde Mathilde Braun mit Skelettverformungen geboren. Sie besuchte in den ersten zwei Jahren eine Volksschule, kam dann aber wegen Entwicklungsverzögerungen auf eine Förderschule. Nach Abschluss der Schule war sie zunächst auf einem Bauernhof tätig und arbeitete zwischen 1934 und 1935 im Mutter-Kinderheim Schloss Schellenberg. Am 28. Oktober 1936 wurde auf Antrag des Essener Gesundheitsamtes vor dem Erbgesundheitsgericht über ihre Sterilisation verhandelt, die schließlich im Februar 1937 an ihr durchgeführt wurde. Das Gericht sah „angeborenen Schwachsinn“ als erwiesen an. Mathilde Braun wurde infolge des Eingriffs depressiv und wurde am 28. März 1938 in die Landesklinik Düsseldorf-Grafenberg eingewiesen, später wurde sie nach Bedburg-Hau überwiesen. Im Zuge der „Aktion T4“ wurden hunderte psychisch oder geistig kranke Menschen in mehreren Anstalten „euthanisiert“. Am 7. März 1941 wurde Mathilde Braun in die Tötungsanstalt Bernburg gebracht und am selben Tag ermordet. |
| Mercatorstraße 2 ·                            | 15. Okt. 2021 | HIER WOHNTE HEINRICH HIRTSIEFER JG. 1896 GEWERKSCHAFTER/ZENTRUM 'SCHUTZHAFT' 1933 EMSLANDLAGER BÖRGERMOOR MISSHANDELT AUFLAGE ESSEN ZU VERLASSEN TOT 15.5.1941 BERLIN |      | Heinrich Hirtsiefer (* 26. April 1876 in Essen; † 15. Mai 1941 in Berlin) war ein deutscher Sozialpolitiker, Mitglied der Deutschen Zentrumspartei und stellvertretender preußischer Ministerpräsident. Er starb an den Folgen seiner KZ-Haft. |

## Frohnhausen
| Adresse               | Verlegedatum  | Inschrift/Name | Bild | Anmerkung |
| --------------------- | ------------- | --- | ---- | --- |
| Hurterstraße 5 ·      | 5. Juli 2017  | HIER WOHNTE KARL WOLF JG. 1883 IM WIDERSTAND/DMV SEIT 1933 MEHRMALS 'SCHUTZHAFT' 1940 VERURTEILT 'HEIMTÜCKE' 1941 SACHSENHAUSEN ERMORDET 25.3.1942                             |      | Karl Wolf (* 11. April 1883 in Reichenberg) war seit 1904 als Funktionär im Deutschen Metallarbeiterverband (DMV) tätig. Nach dem Umzug nach Essen war er zwischen 1916 und 1919 bei der Friedrich Krupp AG beschäftigt. Nach der Machtergreifung sollten die deutschen Gewerkschaften zerschlagen werden, weswegen Karl Wolf im Mai 1933 verhaftet werden sollte. Er entging der Verhaftung und versteckte sich, musste sich aber unter Druck stellen und wurde zwischen Mai und September 1933 mehrfach in „Schutzhaft“ genommen. 1938 arbeitete er wieder bei Krupp und wurde am 8. September 1939 verhaftet, nachdem er von Arbeitskollegen denunziert worden war. Ein Sondergericht verurteilte ihn am 19. März 1940 zu zwei Jahren Freiheitsstrafe wegen „Heimtücke“. Nach der Entlassung am 12. September 1941 aus dem Polizeigefängnis Bochum wurde er umgehend wieder in „Schutzhaft“ genommen und im KZ Sachsenhausen interniert. Im Februar 1942 erreichte die Familie noch ein letztes Lebenszeichen. Laut Sterbeurkunde starb Karl Wolf am 25. März 1942 an „Kreislaufschwäche als Todesursache und Ruhr als Grundleiden“.                             |
| Lüneburger Straße 8 · | 19. Dez. 2017 | HIER WOHNTE ARTUR HAMMER JG. 1884 IM WIDERSTAND/SPD VERHAFTET 26.3.1936 'HEIMTÜCKE' GEFÄNGNIS ESSEN, BOCHUM 'SCHUTZHAFT' 1936 SACHSENHAUSEN 1942 GROSS-ROSEN ERMORDET 6.4.1942 |      | Artur Hammer (* 30. Mai 1884 in Leipzig) lebte mit seiner Frau und zwei Söhnen in der Lüneburger Straße 8 in Essen. Anfang des Ersten Weltkriegs entzog er sich dem Kriegsdienst, indem er in die Niederlande ging, da er überzeugter Pazifist war. Dort sympathisierte er mit dem Spartakusbund. Nach Ende des Ersten Weltkriegs kehrte er nach Essen zurück und war 1918 auf dem Gründungsparteitag der KPD, aus der er 1923 nach Auseinandersetzungen ausgeschlossen wurde. 1931 trat er der Eisernen Front bei und ließ sich für die Reichstagswahl im März 1936 aufstellen. Während einer persönlichen Überprüfung verweigerte er den „Hitlergruß“ und äußerte sich anschließend kritisch zu Adolf Hitler. Daraufhin wurde er am 26. März 1936 verhaftet und am 7. August 1936 zu 18 Monaten Gefängnis wegen Verstoß gegen das Heimtückegesetz verurteilt. Anschließend war eine Berufsausübung für ihn unmöglich. Nach Beginn des Zweiten Weltkriegs wurde er am 11. Oktober 1939 erneut verhaftet, ins KZ Sachsenhausen überführt und schließlich am 16. März 1942 ins KZ Groß-Rosen verlegt. Artur Hammer wurde am 6. April 1942 im KZ Groß-Rosen ermordet. |

## Holsterhausen
| Adresse                    | Verlegedatum  | Inschrift/Name | Bild | Anmerkung |
| -------------------------- | ------------- | --- | ---- | --- |
| Cranachstraße 69 ·         | 5. Juli 2017  | HIER WOHNTE HEINZ KARL LADWIG JG. 1912 FLUCHT 1936 USA                                                                          |      | Berta „Betty“ Ladwig (geborene Ruhr; * 1. Oktober 1888 in Münster) und Robert Ladwig hatten vier Kinder: Heinz Karl Ladwig (* 30. Dezember 1912), Anneliese Ladwig (verheiratete Löwit; * 12. September 1914), Margot Ladwig (* 17. September 1917) und Ursel Ladwig (verheiratete Wade; * 20. Mai 1924). Da ihr Vater Robert Lutheraner war, galten die Kinder unter dem NS-Regime als „Mischling 1. Grades“. Karl Ladwig ist bereits 1936 über England in die USA ausgereist und hat von dort die Ausreise seiner Schwestern unterstützt. Anneliese konnte 1937 nach England ausreisen, es folgten Margot 1938 und Ursel Ladwig 1939. Karl versuchte vergeblich seine Mutter Betty und seine Großmutter Sophie Ruhr (geborene Ruhr; * 12. Dezember 1863) außer Landes zu bringen. 1940 wurde Ursel unter der Regierung Churchills als „Enemy Alien“ in einem Internierungslager auf der Isle of Man festgehalten. Durch eine Petition konnte sie freigelassen werden und durfte weiterhin in England die Schule besuchen. Sophie Ruhr wurde am 21. Juli 1942 ins Ghetto Theresienstadt deportiert und am 26. August 1942 ermordet. Betty Ladwig wurde 1943 ins KZ Auschwitz deportiert wo sie ermordet wurde. Nach dem Zweiten Weltkrieg zogen Margot und Ursel in die Vereinigten Staaten und Anneliese nach Kanada. Anneliese heiratete Ludwig Löwit, der aus dem Sudetenland stammte.                                                                             |
| Cranachstraße 69 ·         | 5. Juli 2017  | HIER WOHNTE MARGOT LADWIG JG. 1917 FLUCHT 1939 ENGLAND                                                                          |      | Berta „Betty“ Ladwig (geborene Ruhr; * 1. Oktober 1888 in Münster) und Robert Ladwig hatten vier Kinder: Heinz Karl Ladwig (* 30. Dezember 1912), Anneliese Ladwig (verheiratete Löwit; * 12. September 1914), Margot Ladwig (* 17. September 1917) und Ursel Ladwig (verheiratete Wade; * 20. Mai 1924). Da ihr Vater Robert Lutheraner war, galten die Kinder unter dem NS-Regime als „Mischling 1. Grades“. Karl Ladwig ist bereits 1936 über England in die USA ausgereist und hat von dort die Ausreise seiner Schwestern unterstützt. Anneliese konnte 1937 nach England ausreisen, es folgten Margot 1938 und Ursel Ladwig 1939. Karl versuchte vergeblich seine Mutter Betty und seine Großmutter Sophie Ruhr (geborene Ruhr; * 12. Dezember 1863) außer Landes zu bringen. 1940 wurde Ursel unter der Regierung Churchills als „Enemy Alien“ in einem Internierungslager auf der Isle of Man festgehalten. Durch eine Petition konnte sie freigelassen werden und durfte weiterhin in England die Schule besuchen. Sophie Ruhr wurde am 21. Juli 1942 ins Ghetto Theresienstadt deportiert und am 26. August 1942 ermordet. Betty Ladwig wurde 1943 ins KZ Auschwitz deportiert wo sie ermordet wurde. Nach dem Zweiten Weltkrieg zogen Margot und Ursel in die Vereinigten Staaten und Anneliese nach Kanada. Anneliese heiratete Ludwig Löwit, der aus dem Sudetenland stammte.                                                                             |
| Cranachstraße 69 ·         | 5. Juli 2017  | HIER WOHNTE URSEL LADWIG VERH. WADE JG. 1924 KINDERTRANSPORT 1939 ENGLAND                                                       |      | Berta „Betty“ Ladwig (geborene Ruhr; * 1. Oktober 1888 in Münster) und Robert Ladwig hatten vier Kinder: Heinz Karl Ladwig (* 30. Dezember 1912), Anneliese Ladwig (verheiratete Löwit; * 12. September 1914), Margot Ladwig (* 17. September 1917) und Ursel Ladwig (verheiratete Wade; * 20. Mai 1924). Da ihr Vater Robert Lutheraner war, galten die Kinder unter dem NS-Regime als „Mischling 1. Grades“. Karl Ladwig ist bereits 1936 über England in die USA ausgereist und hat von dort die Ausreise seiner Schwestern unterstützt. Anneliese konnte 1937 nach England ausreisen, es folgten Margot 1938 und Ursel Ladwig 1939. Karl versuchte vergeblich seine Mutter Betty und seine Großmutter Sophie Ruhr (geborene Ruhr; * 12. Dezember 1863) außer Landes zu bringen. 1940 wurde Ursel unter der Regierung Churchills als „Enemy Alien“ in einem Internierungslager auf der Isle of Man festgehalten. Durch eine Petition konnte sie freigelassen werden und durfte weiterhin in England die Schule besuchen. Sophie Ruhr wurde am 21. Juli 1942 ins Ghetto Theresienstadt deportiert und am 26. August 1942 ermordet. Betty Ladwig wurde 1943 ins KZ Auschwitz deportiert wo sie ermordet wurde. Nach dem Zweiten Weltkrieg zogen Margot und Ursel in die Vereinigten Staaten und Anneliese nach Kanada. Anneliese heiratete Ludwig Löwit, der aus dem Sudetenland stammte.                                                                             |
| Cranachstraße 69 ·         | 5. Juli 2017  | HIER WOHNTE BETTY LADWIG GEB. RUHR JG. 1888 DEPORTIERT 1943 ERMORDET IN AUSCHWITZ                                               |      | Berta „Betty“ Ladwig (geborene Ruhr; * 1. Oktober 1888 in Münster) und Robert Ladwig hatten vier Kinder: Heinz Karl Ladwig (* 30. Dezember 1912), Anneliese Ladwig (verheiratete Löwit; * 12. September 1914), Margot Ladwig (* 17. September 1917) und Ursel Ladwig (verheiratete Wade; * 20. Mai 1924). Da ihr Vater Robert Lutheraner war, galten die Kinder unter dem NS-Regime als „Mischling 1. Grades“. Karl Ladwig ist bereits 1936 über England in die USA ausgereist und hat von dort die Ausreise seiner Schwestern unterstützt. Anneliese konnte 1937 nach England ausreisen, es folgten Margot 1938 und Ursel Ladwig 1939. Karl versuchte vergeblich seine Mutter Betty und seine Großmutter Sophie Ruhr (geborene Ruhr; * 12. Dezember 1863) außer Landes zu bringen. 1940 wurde Ursel unter der Regierung Churchills als „Enemy Alien“ in einem Internierungslager auf der Isle of Man festgehalten. Durch eine Petition konnte sie freigelassen werden und durfte weiterhin in England die Schule besuchen. Sophie Ruhr wurde am 21. Juli 1942 ins Ghetto Theresienstadt deportiert und am 26. August 1942 ermordet. Betty Ladwig wurde 1943 ins KZ Auschwitz deportiert wo sie ermordet wurde. Nach dem Zweiten Weltkrieg zogen Margot und Ursel in die Vereinigten Staaten und Anneliese nach Kanada. Anneliese heiratete Ludwig Löwit, der aus dem Sudetenland stammte.                                                                             |
| Cranachstraße 69 ·         | 5. Juli 2017  | HIER WOHNTE ANNELIESE LADWIG VERH. LOWIT JG. 1914 FLUCHT 1937 ENGLAND 1939 KANADA                                               |      | Berta „Betty“ Ladwig (geborene Ruhr; * 1. Oktober 1888 in Münster) und Robert Ladwig hatten vier Kinder: Heinz Karl Ladwig (* 30. Dezember 1912), Anneliese Ladwig (verheiratete Löwit; * 12. September 1914), Margot Ladwig (* 17. September 1917) und Ursel Ladwig (verheiratete Wade; * 20. Mai 1924). Da ihr Vater Robert Lutheraner war, galten die Kinder unter dem NS-Regime als „Mischling 1. Grades“. Karl Ladwig ist bereits 1936 über England in die USA ausgereist und hat von dort die Ausreise seiner Schwestern unterstützt. Anneliese konnte 1937 nach England ausreisen, es folgten Margot 1938 und Ursel Ladwig 1939. Karl versuchte vergeblich seine Mutter Betty und seine Großmutter Sophie Ruhr (geborene Ruhr; * 12. Dezember 1863) außer Landes zu bringen. 1940 wurde Ursel unter der Regierung Churchills als „Enemy Alien“ in einem Internierungslager auf der Isle of Man festgehalten. Durch eine Petition konnte sie freigelassen werden und durfte weiterhin in England die Schule besuchen. Sophie Ruhr wurde am 21. Juli 1942 ins Ghetto Theresienstadt deportiert und am 26. August 1942 ermordet. Betty Ladwig wurde 1943 ins KZ Auschwitz deportiert wo sie ermordet wurde. Nach dem Zweiten Weltkrieg zogen Margot und Ursel in die Vereinigten Staaten und Anneliese nach Kanada. Anneliese heiratete Ludwig Löwit, der aus dem Sudetenland stammte.                                                                             |
| Cranachstraße 69 ·         | 5. Juli 2017  | HIER WOHNTE SOPHIE RUHR GEB. RUHR JG. 1863 DEPORTIERT 1942 THERESIENSTADT ERMORDET 26.8.1942                                    |      | Berta „Betty“ Ladwig (geborene Ruhr; * 1. Oktober 1888 in Münster) und Robert Ladwig hatten vier Kinder: Heinz Karl Ladwig (* 30. Dezember 1912), Anneliese Ladwig (verheiratete Löwit; * 12. September 1914), Margot Ladwig (* 17. September 1917) und Ursel Ladwig (verheiratete Wade; * 20. Mai 1924). Da ihr Vater Robert Lutheraner war, galten die Kinder unter dem NS-Regime als „Mischling 1. Grades“. Karl Ladwig ist bereits 1936 über England in die USA ausgereist und hat von dort die Ausreise seiner Schwestern unterstützt. Anneliese konnte 1937 nach England ausreisen, es folgten Margot 1938 und Ursel Ladwig 1939. Karl versuchte vergeblich seine Mutter Betty und seine Großmutter Sophie Ruhr (geborene Ruhr; * 12. Dezember 1863) außer Landes zu bringen. 1940 wurde Ursel unter der Regierung Churchills als „Enemy Alien“ in einem Internierungslager auf der Isle of Man festgehalten. Durch eine Petition konnte sie freigelassen werden und durfte weiterhin in England die Schule besuchen. Sophie Ruhr wurde am 21. Juli 1942 ins Ghetto Theresienstadt deportiert und am 26. August 1942 ermordet. Betty Ladwig wurde 1943 ins KZ Auschwitz deportiert wo sie ermordet wurde. Nach dem Zweiten Weltkrieg zogen Margot und Ursel in die Vereinigten Staaten und Anneliese nach Kanada. Anneliese heiratete Ludwig Löwit, der aus dem Sudetenland stammte.                                                                             |
| Gemarkenstraße 41 ·        | 21. Nov. 2016 | HIER WOHNTE GERD KADDEN JG. 1921 'SCHUTZHAFT' 1938 DACHAU KINDERTRANSPORT 1939 ENGLAND INTERNIERT 1940-1942 ENGLAND/AUSTRALIEN  |      | Moritz Kadden (* 22. Dezember 1881 in Kirchheim) und seine Frau Meta Kadden (geborene Kadden, * 15. August 1880) hatten drei Kinder: Kurt Kadden (* 19. September 1915 in Hagen) und die Zwillinge Gerd und Rainer Kadden (* 19. November 1921 in Herford). Die Familie Kadden zog 1923 nach Essen. Moritz Kadden war zunächst als Handelsvertreter tätig, später als Polier. 1937 emigrierte Kurt Kadden nach Palästina. Während der Novemberpogrome 1938 wurden die 17-jährigen Zwillinge Gerd und Rainer sowie ihr Vater Moritz Kadden festgenommen und im KZ Dachau inhaftiert. 1939 emigrierten Gerd und Rainer Kadden nach England, von dort zog Gerd Kadden nach Australien und Rainer Kadden nach Kanada. Am 10. November 1941 wurden Meta und Moritz Kadden nach Minsk deportiert wo sich ihre Spur verliert. |
| Gemarkenstraße 41 ·        | 21. Nov. 2016 | HIER WOHNTE KURT KADDEN JG. 1915 FLUCHT 1937 PALÄSTINA                                                                          |      | Moritz Kadden (* 22. Dezember 1881 in Kirchheim) und seine Frau Meta Kadden (geborene Kadden, * 15. August 1880) hatten drei Kinder: Kurt Kadden (* 19. September 1915 in Hagen) und die Zwillinge Gerd und Rainer Kadden (* 19. November 1921 in Herford). Die Familie Kadden zog 1923 nach Essen. Moritz Kadden war zunächst als Handelsvertreter tätig, später als Polier. 1937 emigrierte Kurt Kadden nach Palästina. Während der Novemberpogrome 1938 wurden die 17-jährigen Zwillinge Gerd und Rainer sowie ihr Vater Moritz Kadden festgenommen und im KZ Dachau inhaftiert. 1939 emigrierten Gerd und Rainer Kadden nach England, von dort zog Gerd Kadden nach Australien und Rainer Kadden nach Kanada. Am 10. November 1941 wurden Meta und Moritz Kadden nach Minsk deportiert wo sich ihre Spur verliert. |
| Gemarkenstraße 41 ·        | 21. Nov. 2016 | HIER WOHNTE MORITZ KADDEN JG. 1881 'SCHUTZHAFT' 1938 DEPORTIERT 1941 MINSK ERMORDET                                             |      | Moritz Kadden (* 22. Dezember 1881 in Kirchheim) und seine Frau Meta Kadden (geborene Kadden, * 15. August 1880) hatten drei Kinder: Kurt Kadden (* 19. September 1915 in Hagen) und die Zwillinge Gerd und Rainer Kadden (* 19. November 1921 in Herford). Die Familie Kadden zog 1923 nach Essen. Moritz Kadden war zunächst als Handelsvertreter tätig, später als Polier. 1937 emigrierte Kurt Kadden nach Palästina. Während der Novemberpogrome 1938 wurden die 17-jährigen Zwillinge Gerd und Rainer sowie ihr Vater Moritz Kadden festgenommen und im KZ Dachau inhaftiert. 1939 emigrierten Gerd und Rainer Kadden nach England, von dort zog Gerd Kadden nach Australien und Rainer Kadden nach Kanada. Am 10. November 1941 wurden Meta und Moritz Kadden nach Minsk deportiert wo sich ihre Spur verliert. |
| Gemarkenstraße 41 ·        | 21. Nov. 2016 | HIER WOHNTE RAINER KADDEN JG. 1921 'SCHUTZHAFT' 1938 DACHAU KINDERTRANSPORT 1939 ENGLAND INTERNIERT 1940-1942 ENGLAND/KANADA    |      | Moritz Kadden (* 22. Dezember 1881 in Kirchheim) und seine Frau Meta Kadden (geborene Kadden, * 15. August 1880) hatten drei Kinder: Kurt Kadden (* 19. September 1915 in Hagen) und die Zwillinge Gerd und Rainer Kadden (* 19. November 1921 in Herford). Die Familie Kadden zog 1923 nach Essen. Moritz Kadden war zunächst als Handelsvertreter tätig, später als Polier. 1937 emigrierte Kurt Kadden nach Palästina. Während der Novemberpogrome 1938 wurden die 17-jährigen Zwillinge Gerd und Rainer sowie ihr Vater Moritz Kadden festgenommen und im KZ Dachau inhaftiert. 1939 emigrierten Gerd und Rainer Kadden nach England, von dort zog Gerd Kadden nach Australien und Rainer Kadden nach Kanada. Am 10. November 1941 wurden Meta und Moritz Kadden nach Minsk deportiert wo sich ihre Spur verliert. |
| Gemarkenstraße 41 ·        | 21. Nov. 2016 | HIER WOHNTE META KADDEN GEB. KADDEN JG. 1890 DEPORTIERT 1941 MINSK ERMORDET                                                     |      | Moritz Kadden (* 22. Dezember 1881 in Kirchheim) und seine Frau Meta Kadden (geborene Kadden, * 15. August 1880) hatten drei Kinder: Kurt Kadden (* 19. September 1915 in Hagen) und die Zwillinge Gerd und Rainer Kadden (* 19. November 1921 in Herford). Die Familie Kadden zog 1923 nach Essen. Moritz Kadden war zunächst als Handelsvertreter tätig, später als Polier. 1937 emigrierte Kurt Kadden nach Palästina. Während der Novemberpogrome 1938 wurden die 17-jährigen Zwillinge Gerd und Rainer sowie ihr Vater Moritz Kadden festgenommen und im KZ Dachau inhaftiert. 1939 emigrierten Gerd und Rainer Kadden nach England, von dort zog Gerd Kadden nach Australien und Rainer Kadden nach Kanada. Am 10. November 1941 wurden Meta und Moritz Kadden nach Minsk deportiert wo sich ihre Spur verliert. |
| Holsterhauser Straße 176 · | 23. Mai 2018  | HIER WOHNTE ERNST UDEWALD JG. 1919 EINGEWIESEN 1935 FRANZ-SALES-HAUS 'VERLEGT' 15.2.1941 HADAMAR ERMORDET 15.2.1941 'AKTION T4' |      | Ernst Udewald (* 16. Februar 1919 in Essen), Sohn von Julius und Selma Udewald, geborene Kann, litt am Down-Syndrom. Nachdem sein Vater 1933 gestorben war, lebte er bei seinem Stiefvater. Im Mai 1933 wurde er zum ersten Mal für vier Wochen als „Pflegling“ ins Franz Sales Haus in Essen eingewiesen. Ab September 1935 war er schließlich dauerhaft im Franz Sales Haus, von dem aus er im Februar 1941 nach Hadamar überführt wurde. Ernst Udewald wurde am 15. Februar 1941 in der Tötungsanstalt Hadamar ermordet. In der Sterbeurkunde wurde angegeben, er wäre im Mai 1941 in einer Pflegeanstalt in Lubin an Fleckfieber gestorben. Ernst Udewalds Bruder Hans sowie seine Mutter Selma und sein Stiefvater Eduard emigrierten zwischen 1937 und 1939 nach Argentinien. |
| Hufelandstraße 25 ·        | 12. Okt. 2007 | HIER WOHNTE MEIER ANDORN JG. 1872 DEPORTIERT 21.7.1942 THERESIENSTADT TOT 21.10.1943                                            |      | Meier Andorn (* 28. September 1872 in Gemünden (Wohra)) war ab Oktober 1894 in Hattingen als Lehrer tätig. Mit seiner Frau Bella hatte er drei Söhne. Aufgrund des nach dem Ersten Weltkrieg aufkommenden Antisemitismus wurde 1926 die jüdische Volksschule in Hattingen geschlossen. Im November 1926 starb Bella Andorn nach kurzer und schwerer Krankheit. Meier Andorn verließ Hattingen und zog nach Dortmund, dessen jüdische Gemeinde damals mehr als 4.000 Mitglieder hatte. 1930 heiratete er Anna Andorn (geborene Loewenstein; * 14. Juli 1885 in Bocholt). In den folgenden Jahren konnten mindestens zwei der drei Söhne nach Palästina auswandern. Nach Meier Andorns Pensionierung 1938 zog das Ehepaar in die Moorenstraße 19. Ihre Pläne, Deutschland zu verlassen, wurden durch den Beginn des Zweiten Weltkriegs zerstört. Am 28. April 1942 wurden sie ins Barackenlager Holbeckshof umgesiedelt, von wo aus sie am 20. Juli 1942 ins Ghetto Theresienstadt deportiert wurden. Am 21. Oktober 1943 starb Meier Andorn in Theresienstadt an einer Krankheit. Am 12. Oktober 1944 wurde Anna Andorn ins KZ Auschwitz-Birkenau transportiert, wo sie ermordet wurde. Für Meier Andorn wurde 2005 in Hattingen ein Stolperstein verlegt. |
| Hufelandstraße 25 ·        | 12. Okt. 2007 | HIER WOHNTE ANNA ANDORN GEB. LOEWENSTEIN JG. 1885 DEPORTIERT 21.7.1942 TOT IN THERESIENSTADT                                    |      | Meier Andorn (* 28. September 1872 in Gemünden (Wohra)) war ab Oktober 1894 in Hattingen als Lehrer tätig. Mit seiner Frau Bella hatte er drei Söhne. Aufgrund des nach dem Ersten Weltkrieg aufkommenden Antisemitismus wurde 1926 die jüdische Volksschule in Hattingen geschlossen. Im November 1926 starb Bella Andorn nach kurzer und schwerer Krankheit. Meier Andorn verließ Hattingen und zog nach Dortmund, dessen jüdische Gemeinde damals mehr als 4.000 Mitglieder hatte. 1930 heiratete er Anna Andorn (geborene Loewenstein; * 14. Juli 1885 in Bocholt). In den folgenden Jahren konnten mindestens zwei der drei Söhne nach Palästina auswandern. Nach Meier Andorns Pensionierung 1938 zog das Ehepaar in die Moorenstraße 19. Ihre Pläne, Deutschland zu verlassen, wurden durch den Beginn des Zweiten Weltkriegs zerstört. Am 28. April 1942 wurden sie ins Barackenlager Holbeckshof umgesiedelt, von wo aus sie am 20. Juli 1942 ins Ghetto Theresienstadt deportiert wurden. Am 21. Oktober 1943 starb Meier Andorn in Theresienstadt an einer Krankheit. Am 12. Oktober 1944 wurde Anna Andorn ins KZ Auschwitz-Birkenau transportiert, wo sie ermordet wurde. Für Meier Andorn wurde 2005 in Hattingen ein Stolperstein verlegt. |
| Ladenspelderstraße 39 ·    | 12. Okt. 2007 | HIER WOHNTE MANFRED FRANK JG. 1885 DEPORTIERT 21.7.1942 DACHAU TOT IN THERESIENSTADT                                            |      | Manfred Moritz Frank (* 27. Dezember 1885 in Bad Oeynhausen) war Anwalt („Konsulent“) und wurde am 21. Juli 1942 ins Ghetto Theresienstadt deportiert. Von dort kam er am 23. Januar 1943 ins Vernichtungslager Auschwitz-Birkenau, wo er ermordet wurde. |
| Ladenspelderstraße 47 ·    | 5. Dez. 2011  | HIER WOHNTE ELSE DAHL GEB. BLUMENTHAL JG. 1883 DEPORTIERT 1943 THERESIENSTADT ERMORDET 9.10.1944 AUSCHWITZ-BIRKENAU             |      | Anna Rosenberg (geborene Weyl; * 4. Januar 1867 in Haltern) war die Mutter von Regina Strauß (geborene Rosenberg; * 13. Januar 1898 in Ahlen) und drei weiteren Kindern. Regina Strauß und ihr Mann Siegfried Strauß (* 24. April 1891 in Battenfeld) waren die Eltern von Marianne Ellenbogen (geborene Strauß; * 7. Juni 1923 in Essen) und Richard Strauß (* 26. Oktober 1926). Siegfried Strauß hatte drei Geschwister, unter anderem Alfred Strauß (* 24. April 1891 in Allendorf). Alfred Strauß war verheiratet mit Lore Rosa Strauß (geborene Dahl; * 16. August 1907 in Elberfeld). Lore Strauß war die Tochter von Else Dahl (geborene Blumenthal; * 25. Januar 1883 in Elberfeld). Die Familien Rosenberg, Dahl und Strauß wurden am 9. September 1943 nach Theresienstadt deportiert. Anna Rosenberg wurde am 9. Januar 1944 in Theresienstadt ermordet. Regina und ihr Sohn Richard Strauß wurden am 18. Dezember 1943 ins KZ Auschwitz-Birkenau transportiert und dort ermordet. Siegfried Strauß wurde am 18. September 1944 nach Auschwitz transportiert und ermordet, sein Bruder Alfred Strauß wurde zwei Wochen später ebenfalls in Auschwitz ermordet. Alfreds Frau Lore Strauß wurde am 9. Oktober 1944 in Auschwitz ermordet. Marianne Ellenbogen hat mit der Hilfe mutiger Menschen überlebt. Sie starb am 22. Dezember 1996 in Liverpool im Kreise ihrer Familie. Am 14. März 2012 wurde in Ahlen ein Stolperstein für Anna Rosenberg verlegt. |
| Ladenspelderstraße 47 ·    | 5. Dez. 2011  | HIER WOHNTE MARIANNE ELLENBOGEN GEB. STRAUSS JG. 1923 'UNTERGETAUCHT' VERSTECKT ÜBERLEBT                                        |      | Anna Rosenberg (geborene Weyl; * 4. Januar 1867 in Haltern) war die Mutter von Regina Strauß (geborene Rosenberg; * 13. Januar 1898 in Ahlen) und drei weiteren Kindern. Regina Strauß und ihr Mann Siegfried Strauß (* 24. April 1891 in Battenfeld) waren die Eltern von Marianne Ellenbogen (geborene Strauß; * 7. Juni 1923 in Essen) und Richard Strauß (* 26. Oktober 1926). Siegfried Strauß hatte drei Geschwister, unter anderem Alfred Strauß (* 24. April 1891 in Allendorf). Alfred Strauß war verheiratet mit Lore Rosa Strauß (geborene Dahl; * 16. August 1907 in Elberfeld). Lore Strauß war die Tochter von Else Dahl (geborene Blumenthal; * 25. Januar 1883 in Elberfeld). Die Familien Rosenberg, Dahl und Strauß wurden am 9. September 1943 nach Theresienstadt deportiert. Anna Rosenberg wurde am 9. Januar 1944 in Theresienstadt ermordet. Regina und ihr Sohn Richard Strauß wurden am 18. Dezember 1943 ins KZ Auschwitz-Birkenau transportiert und dort ermordet. Siegfried Strauß wurde am 18. September 1944 nach Auschwitz transportiert und ermordet, sein Bruder Alfred Strauß wurde zwei Wochen später ebenfalls in Auschwitz ermordet. Alfreds Frau Lore Strauß wurde am 9. Oktober 1944 in Auschwitz ermordet. Marianne Ellenbogen hat mit der Hilfe mutiger Menschen überlebt. Sie starb am 22. Dezember 1996 in Liverpool im Kreise ihrer Familie. Am 14. März 2012 wurde in Ahlen ein Stolperstein für Anna Rosenberg verlegt. |
| Ladenspelderstraße 47 ·    | 5. Dez. 2011  | HIER WOHNTE ANNA ROSENBERG GEB. WEYL JG. 1867 DEPORTIERT 1943 THERESIENSTADT TOT 9.1.1944                                       |      | Anna Rosenberg (geborene Weyl; * 4. Januar 1867 in Haltern) war die Mutter von Regina Strauß (geborene Rosenberg; * 13. Januar 1898 in Ahlen) und drei weiteren Kindern. Regina Strauß und ihr Mann Siegfried Strauß (* 24. April 1891 in Battenfeld) waren die Eltern von Marianne Ellenbogen (geborene Strauß; * 7. Juni 1923 in Essen) und Richard Strauß (* 26. Oktober 1926). Siegfried Strauß hatte drei Geschwister, unter anderem Alfred Strauß (* 24. April 1891 in Allendorf). Alfred Strauß war verheiratet mit Lore Rosa Strauß (geborene Dahl; * 16. August 1907 in Elberfeld). Lore Strauß war die Tochter von Else Dahl (geborene Blumenthal; * 25. Januar 1883 in Elberfeld). Die Familien Rosenberg, Dahl und Strauß wurden am 9. September 1943 nach Theresienstadt deportiert. Anna Rosenberg wurde am 9. Januar 1944 in Theresienstadt ermordet. Regina und ihr Sohn Richard Strauß wurden am 18. Dezember 1943 ins KZ Auschwitz-Birkenau transportiert und dort ermordet. Siegfried Strauß wurde am 18. September 1944 nach Auschwitz transportiert und ermordet, sein Bruder Alfred Strauß wurde zwei Wochen später ebenfalls in Auschwitz ermordet. Alfreds Frau Lore Strauß wurde am 9. Oktober 1944 in Auschwitz ermordet. Marianne Ellenbogen hat mit der Hilfe mutiger Menschen überlebt. Sie starb am 22. Dezember 1996 in Liverpool im Kreise ihrer Familie. Am 14. März 2012 wurde in Ahlen ein Stolperstein für Anna Rosenberg verlegt. |
| Ladenspelderstraße 47 ·    | 5. Dez. 2011  | HIER WOHNTE ALFRED STRAUSS JG. 1891 DEPORTIERT 1943 THERESIENSTADT ERMORDET 29.9.1944 AUSCHWITZ-BIRKENAU                        |      | Anna Rosenberg (geborene Weyl; * 4. Januar 1867 in Haltern) war die Mutter von Regina Strauß (geborene Rosenberg; * 13. Januar 1898 in Ahlen) und drei weiteren Kindern. Regina Strauß und ihr Mann Siegfried Strauß (* 24. April 1891 in Battenfeld) waren die Eltern von Marianne Ellenbogen (geborene Strauß; * 7. Juni 1923 in Essen) und Richard Strauß (* 26. Oktober 1926). Siegfried Strauß hatte drei Geschwister, unter anderem Alfred Strauß (* 24. April 1891 in Allendorf). Alfred Strauß war verheiratet mit Lore Rosa Strauß (geborene Dahl; * 16. August 1907 in Elberfeld). Lore Strauß war die Tochter von Else Dahl (geborene Blumenthal; * 25. Januar 1883 in Elberfeld). Die Familien Rosenberg, Dahl und Strauß wurden am 9. September 1943 nach Theresienstadt deportiert. Anna Rosenberg wurde am 9. Januar 1944 in Theresienstadt ermordet. Regina und ihr Sohn Richard Strauß wurden am 18. Dezember 1943 ins KZ Auschwitz-Birkenau transportiert und dort ermordet. Siegfried Strauß wurde am 18. September 1944 nach Auschwitz transportiert und ermordet, sein Bruder Alfred Strauß wurde zwei Wochen später ebenfalls in Auschwitz ermordet. Alfreds Frau Lore Strauß wurde am 9. Oktober 1944 in Auschwitz ermordet. Marianne Ellenbogen hat mit der Hilfe mutiger Menschen überlebt. Sie starb am 22. Dezember 1996 in Liverpool im Kreise ihrer Familie. Am 14. März 2012 wurde in Ahlen ein Stolperstein für Anna Rosenberg verlegt. |
| Ladenspelderstraße 47 ·    | 5. Dez. 2011  | HIER WOHNTE RICHARD STRAUSS JG. 1926 DEPORTIERT 1943 THERESIENSTADT ERMORDET 18.12.1943 AUSCHWITZ-BIRKENAU                      |      | Anna Rosenberg (geborene Weyl; * 4. Januar 1867 in Haltern) war die Mutter von Regina Strauß (geborene Rosenberg; * 13. Januar 1898 in Ahlen) und drei weiteren Kindern. Regina Strauß und ihr Mann Siegfried Strauß (* 24. April 1891 in Battenfeld) waren die Eltern von Marianne Ellenbogen (geborene Strauß; * 7. Juni 1923 in Essen) und Richard Strauß (* 26. Oktober 1926). Siegfried Strauß hatte drei Geschwister, unter anderem Alfred Strauß (* 24. April 1891 in Allendorf). Alfred Strauß war verheiratet mit Lore Rosa Strauß (geborene Dahl; * 16. August 1907 in Elberfeld). Lore Strauß war die Tochter von Else Dahl (geborene Blumenthal; * 25. Januar 1883 in Elberfeld). Die Familien Rosenberg, Dahl und Strauß wurden am 9. September 1943 nach Theresienstadt deportiert. Anna Rosenberg wurde am 9. Januar 1944 in Theresienstadt ermordet. Regina und ihr Sohn Richard Strauß wurden am 18. Dezember 1943 ins KZ Auschwitz-Birkenau transportiert und dort ermordet. Siegfried Strauß wurde am 18. September 1944 nach Auschwitz transportiert und ermordet, sein Bruder Alfred Strauß wurde zwei Wochen später ebenfalls in Auschwitz ermordet. Alfreds Frau Lore Strauß wurde am 9. Oktober 1944 in Auschwitz ermordet. Marianne Ellenbogen hat mit der Hilfe mutiger Menschen überlebt. Sie starb am 22. Dezember 1996 in Liverpool im Kreise ihrer Familie. Am 14. März 2012 wurde in Ahlen ein Stolperstein für Anna Rosenberg verlegt. |
| Ladenspelderstraße 47 ·    | 5. Dez. 2011  | HIER WOHNTE SIEGFRIED STRAUSS JG. 1891 DEPORTIERT 1943 THERESIENSTADT ERMORDET JULI 1944 AUSCHWITZ-BIRKENAU                     |      | Anna Rosenberg (geborene Weyl; * 4. Januar 1867 in Haltern) war die Mutter von Regina Strauß (geborene Rosenberg; * 13. Januar 1898 in Ahlen) und drei weiteren Kindern. Regina Strauß und ihr Mann Siegfried Strauß (* 24. April 1891 in Battenfeld) waren die Eltern von Marianne Ellenbogen (geborene Strauß; * 7. Juni 1923 in Essen) und Richard Strauß (* 26. Oktober 1926). Siegfried Strauß hatte drei Geschwister, unter anderem Alfred Strauß (* 24. April 1891 in Allendorf). Alfred Strauß war verheiratet mit Lore Rosa Strauß (geborene Dahl; * 16. August 1907 in Elberfeld). Lore Strauß war die Tochter von Else Dahl (geborene Blumenthal; * 25. Januar 1883 in Elberfeld). Die Familien Rosenberg, Dahl und Strauß wurden am 9. September 1943 nach Theresienstadt deportiert. Anna Rosenberg wurde am 9. Januar 1944 in Theresienstadt ermordet. Regina und ihr Sohn Richard Strauß wurden am 18. Dezember 1943 ins KZ Auschwitz-Birkenau transportiert und dort ermordet. Siegfried Strauß wurde am 18. September 1944 nach Auschwitz transportiert und ermordet, sein Bruder Alfred Strauß wurde zwei Wochen später ebenfalls in Auschwitz ermordet. Alfreds Frau Lore Strauß wurde am 9. Oktober 1944 in Auschwitz ermordet. Marianne Ellenbogen hat mit der Hilfe mutiger Menschen überlebt. Sie starb am 22. Dezember 1996 in Liverpool im Kreise ihrer Familie. Am 14. März 2012 wurde in Ahlen ein Stolperstein für Anna Rosenberg verlegt. |
| Ladenspelderstraße 47 ·    | 5. Dez. 2011  | HIER WOHNTE LORE STRAUSS GEB. DAHL JG. 1907 DEPORTIERT 1943 THERESIENSTADT ERMORDET 9.10.1944 AUSCHWITZ-BIRKENAU                |      | Anna Rosenberg (geborene Weyl; * 4. Januar 1867 in Haltern) war die Mutter von Regina Strauß (geborene Rosenberg; * 13. Januar 1898 in Ahlen) und drei weiteren Kindern. Regina Strauß und ihr Mann Siegfried Strauß (* 24. April 1891 in Battenfeld) waren die Eltern von Marianne Ellenbogen (geborene Strauß; * 7. Juni 1923 in Essen) und Richard Strauß (* 26. Oktober 1926). Siegfried Strauß hatte drei Geschwister, unter anderem Alfred Strauß (* 24. April 1891 in Allendorf). Alfred Strauß war verheiratet mit Lore Rosa Strauß (geborene Dahl; * 16. August 1907 in Elberfeld). Lore Strauß war die Tochter von Else Dahl (geborene Blumenthal; * 25. Januar 1883 in Elberfeld). Die Familien Rosenberg, Dahl und Strauß wurden am 9. September 1943 nach Theresienstadt deportiert. Anna Rosenberg wurde am 9. Januar 1944 in Theresienstadt ermordet. Regina und ihr Sohn Richard Strauß wurden am 18. Dezember 1943 ins KZ Auschwitz-Birkenau transportiert und dort ermordet. Siegfried Strauß wurde am 18. September 1944 nach Auschwitz transportiert und ermordet, sein Bruder Alfred Strauß wurde zwei Wochen später ebenfalls in Auschwitz ermordet. Alfreds Frau Lore Strauß wurde am 9. Oktober 1944 in Auschwitz ermordet. Marianne Ellenbogen hat mit der Hilfe mutiger Menschen überlebt. Sie starb am 22. Dezember 1996 in Liverpool im Kreise ihrer Familie. Am 14. März 2012 wurde in Ahlen ein Stolperstein für Anna Rosenberg verlegt. |
| Ladenspelderstraße 47 ·    | 5. Dez. 2011  | HIER WOHNTE REGINA STRAUSS GEB. ROSENBERG JG. 1898 DEPORTIERT 1943 THERESIENSTADT ERMORDET JULI 1944 AUSCHWITZ-BIRKENAU         |      | Anna Rosenberg (geborene Weyl; * 4. Januar 1867 in Haltern) war die Mutter von Regina Strauß (geborene Rosenberg; * 13. Januar 1898 in Ahlen) und drei weiteren Kindern. Regina Strauß und ihr Mann Siegfried Strauß (* 24. April 1891 in Battenfeld) waren die Eltern von Marianne Ellenbogen (geborene Strauß; * 7. Juni 1923 in Essen) und Richard Strauß (* 26. Oktober 1926). Siegfried Strauß hatte drei Geschwister, unter anderem Alfred Strauß (* 24. April 1891 in Allendorf). Alfred Strauß war verheiratet mit Lore Rosa Strauß (geborene Dahl; * 16. August 1907 in Elberfeld). Lore Strauß war die Tochter von Else Dahl (geborene Blumenthal; * 25. Januar 1883 in Elberfeld). Die Familien Rosenberg, Dahl und Strauß wurden am 9. September 1943 nach Theresienstadt deportiert. Anna Rosenberg wurde am 9. Januar 1944 in Theresienstadt ermordet. Regina und ihr Sohn Richard Strauß wurden am 18. Dezember 1943 ins KZ Auschwitz-Birkenau transportiert und dort ermordet. Siegfried Strauß wurde am 18. September 1944 nach Auschwitz transportiert und ermordet, sein Bruder Alfred Strauß wurde zwei Wochen später ebenfalls in Auschwitz ermordet. Alfreds Frau Lore Strauß wurde am 9. Oktober 1944 in Auschwitz ermordet. Marianne Ellenbogen hat mit der Hilfe mutiger Menschen überlebt. Sie starb am 22. Dezember 1996 in Liverpool im Kreise ihrer Familie. Am 14. März 2012 wurde in Ahlen ein Stolperstein für Anna Rosenberg verlegt. |
| Steinhausenstraße 47 ·     | 8. Okt. 2020  | HIER WOHNTE FRITZ GRÜNWALD JG. 1901 FLUCHT 1938 ARGENTINIEN                                                                     |      | Fritz Grünwald (* 3. Januar 1901) und Hanna Grünwald (geborene Mayer; * 11. August 1905) emigrierten 1938 mit ihrer Tochter Renate Grünwald (* 26. September 1936 in Essen) nach Argentinien. 1956 kehrte Renate Grünwald, verheiratete Pfromm, nach Süddeutschland zurück. |
| Steinhausenstraße 47 ·     | 8. Okt. 2020  | HIER WOHNTE HANNA GRÜNWALD GEB. MAYER JG. 1905 FLUCHT 1938 ARGENTINIEN                                                          |      | Fritz Grünwald (* 3. Januar 1901) und Hanna Grünwald (geborene Mayer; * 11. August 1905) emigrierten 1938 mit ihrer Tochter Renate Grünwald (* 26. September 1936 in Essen) nach Argentinien. 1956 kehrte Renate Grünwald, verheiratete Pfromm, nach Süddeutschland zurück. |
| Steinhausenstraße 47 ·     | 8. Okt. 2020  | HIER WOHNTE RENATE GRÜNWALD VERH. PFROMM JG. 1936 FLUCHT 1938 ARGENTINIEN                                                       |      | Fritz Grünwald (* 3. Januar 1901) und Hanna Grünwald (geborene Mayer; * 11. August 1905) emigrierten 1938 mit ihrer Tochter Renate Grünwald (* 26. September 1936 in Essen) nach Argentinien. 1956 kehrte Renate Grünwald, verheiratete Pfromm, nach Süddeutschland zurück. |

## Haarzopf
| Adresse               | Verlegedatum | Inschrift/Name                                                                    | Bild | Anmerkung |
| --------------------- | ------------ | --------------------------------------------------------------------------------- | ---- | --- |
| Fängershofstraße 35 · | 7. Juli 2006 | HIER WOHNTE CHARLOTTE ZINKE JG. 1891 DEPORTIERT ERMORDET 6.11.1944 KZ RAVENSBRÜCK |      | Charlotte Emilie Ernestine Zinke geborene Maetschke (* 23. Juni 1891 in Zielenzig) heiratete am 17. Dezember 1910 den späteren KPD-Funktionär Willy Zinke. Charlotte Zinke trat 1920 in die KPD ein und bekleidete mehrere Ämter, bis sie zwischen 1930 und 1933 Abgeordnete im Deutschen Reichstag war. Nach der Machtergreifung floh sie zunächst in die Niederlande, kehrte aber im Januar 1934 nach Essen zurück. Im August 1944 wurde sie im Zuge der „Aktion Gitter“ verhaftet und im September 1944 ins KZ Ravensbrück überführt. Charlotte Zinke wurde am 6. November 1944 ermordet. |